# Hypochnicium versatum
Hypochnicium versatum är en svampart som först beskrevs av Edward Angus Burt, och fick sitt nu gällande namn av Ginns 1992. Hypochnicium versatum ingår i släktet Hypochnicium och familjen Meruliaceae.   Inga underarter finns listade i Catalogue of Life.